# Jacob Kanbier
Jacob Kanbier (Leiden, 15 november 1949 - Amstelveen, 4 januari 2020) was een Nederlandse kunstschilder. 
In 1985 begon hij zijn opleiding aan de kunstacademie in Amsterdam, maar het kunstonderwijs sprak hem niet aan, zodat hij grotendeels autodidact is. Kanbier laat zich inspireren door vooral Willem de Kooning en Jean-Michel Basquiat. In navolging van deze kunstenaars maakt hij vooral 'ruig' werk in een 'explosief' creatief proces, met de benaming 'live-action painting'. Hij  rekent zichzelf tot de neosymbolisten.  
Hij werkte samen met verwante kunstenaars als Justus Donker en Justus Dick Bakhuizen van den Brink en de After Nature-groep van Peter Klashorst. Later behoorde Jacob  ook een tijd lang bij de Kunstenaars Collectief, "De Leidsche Mondialen" van Dick Bakhuizen van den Brink, die hiervan de oprichter was. 
In 1987 had Kanbier zijn eerste solo-expositie in Museum De Lakenhal in Leiden en trad hij op in een 'action-painting show' bij de Boulevard of Broken Dreams in Amsterdam. Daaraan namen ook Herman Brood, Jules Deelder en Simon Vinkenoog deel. In 1989 presenteerde hij in het Stedelijk Museum (Amsterdam) het Manifest van het Neosymbolisme. 
Kanbier werkte, na periodes in Parijs, Praag en Friesland, in zijn geboortestad Leiden. Werk van hem maakt deel uit van de kunstcollecties van onder meer koningin Juliana, Prins Willem-Alexander, het Eerste Kamergebouw in Den Haag, Museum De Lakenhal, Wim Kok, Hedy d'Ancona en Felix Rottenberg.